# Fonds d'amortissement
En comptabilité et en économie, un fonds d'amortissement est une source d'argent mise de côté à intervalles réguliers.
D'une part, elle rapportera des intérêts, d'autre part elle permettra de faire face à un engagement (futur et connu) en capital, au remboursement d'emprunts, d'actions ou tout autre endettement à l'échéance.

## Nature des comptes
Il est nécessaire d'ouvrir un compte amortissement pour chaque immobilisation et d'en faire de même pour le fonds d’amortissement correspondant.
Le compte Amortissement correspond à la charge d’exploitation tandis que le compte Fonds d’amortissement correspond au passif et à la régularisation de l’actif comme pour les provisions.